# Infamous Second Son
Infamous Second Son (стилізовано під inFAMOUS Second Son) — це відеогра в жанрі пригодницький бойовик 2014 року, розроблена компанією Sucker Punch Productions і видана Sony Computer Entertainment для PlayStation 4. Самостійне продовження відеогри Infamous 2 2011 року і третя частина серії Infamous, вона вийшла у світ 21 березня 2014 року. Протагоніст, яким керує гравець, володіє надздібностями, які гравці використовують у бою та під час подорожей містом. Історія розповідає про те, як протагоніст Делсін Роу бореться з Департаментом об'єднаного захисту (D.U.P.) у вигаданому Сіетлі. Протягом гри Делсін набуває нових здібностей і стає або добрим, або злим, оскільки вибір гравця впливає на його мораль.
Sucker Punch почали планувати гру ще в 2011 році, коли вони почали обговорювати з Sony можливість перенесення серії Infamous на нове покоління апаратного забезпечення. Вони надали Sony відгуки про те, які апаратні нововведення вони хотіли б бачити на PlayStation 4. Sucker Punch вважає, що Second Son — це «свіжий старт» для серії, оскільки в ній з'являється новий головний герой. Сили Делсіна були розроблені таким чином, щоб відчувати себе гнучкими і підходили до дизайну відкритого світу.
Infamous Second Son отримала загалом позитивні відгуки; критики хвалили геймплей, бої, візуальні ефекти та дизайн гри, в той час як критика була спрямована на систему моралі, яку дехто вважав застарілою та бінарною, а також на побічні місії, що повторюються. Історія була зустрінута неоднозначно: деякі критики вважали сюжет і персонажів кроком назад у порівнянні з попередніми частинами серії, тоді як інші вбачали в ній покращення порівняно з попередніми частинами. Infamous Second Son розійшлася тиражем в 1 мільйон одиниць за 9 днів і 6 мільйонів до червня 2019 року, що зробило її найшвидше продаваною частиною франшизи Infamous і однією з найбільш продаваних ігор для PlayStation 4.

## Ігровий процес
Infamous Second Son — це пригодницький бойовик у відкритому світі з видом від третьої особи. Гравці керують головним героєм Делсіном Роу, який може за допомогою паркуру підніматися по вертикальних поверхнях, таких як багатоповерхівки. Делсін є Провідником, що дозволяє йому використовувати надздібності, маніпулюючи такими матеріалами, як дим, неон, відео та бетон. Ці матеріали можна перетворювати на зброю (наприклад, Делсін може здійснювати атаки ближнього бою або стріляти снарядами з кінчиків пальців) або використовувати для вправної навігації по ігровому світу (наприклад, використовувати неон, щоб підніматися по будівлях). Використання здібностей виснажує лічильник на головному дисплеї (HUD), який можна поповнити, черпаючи енергію з джерел, таких як дим від вибухів транспортних засобів. Делсін заробляє нові здібності в міру проходження сюжету, в якому він бореться проти Департаменту об'єднаного захисту (D.U.P.) під час місій. Щоразу, коли Делсін отримує новий набір здібностей, він повинен знищити основні реле D.U.P., щоб вивчити базові здібності, які йому відповідають. Делсін удосконалюється і набуває нових здібностей, витрачаючи зібрані Осколки Вибуху, які розкидані по всьому Сіетлу. Гравці стають потужнішими в бою, розширюючи набір здібностей Делсіна.
Гравці можуть діяти як у добрий, так і в злий спосіб. Приклади включають зцілення цивільних осіб, облави на наркоторговців і припинення жорстокості підозрюваних назавжди, або ж вбивство невинних цивільних осіб і вбивство замість затримання ворогів. Кілька разів протягом гри Делсін опиняється в ситуації, коли він повинен зробити добрий чи злий вибір, наприклад, заохотити месницю-провідника Ебігейл «Фетч» Вокер припинити вбивати наркодилерів, чи навчити її стати більш плідним вбивцею. Вибір гравця впливає на результати деяких подальших місій. У бою Делсін може використовувати свої здібності, щоб виводити ворогів з ладу або знищувати їх пострілами в голову. Він може відкрити вогонь по невинному цивільному населенню. Вибір Делсіна відображається в логотипі на його куртці та HUD, де зображені синій (добрий) і червоний (злий) птахи. Вчинення лиходійських дій поступово змінює логотип так, що червоний птах домінує над синім, а з героїзмом відбувається навпаки. Це візуальне представлення рівня карми Делсіна, який зростає як добрий чи злий залежно від його вибору. Зі збільшенням рівня карми Делсін може набувати нових здібностей, які відповідають його стилю гри (наприклад, дуже руйнівні здібності з високим рівнем злої карми), і його куртка також змінюється. Якщо у вас добра карма, куртка повністю змінює колір на білий, а якщо зла — на червоний. Безперервна низка добрих чи злих дій заповнює смужку в HUD, яка потім дозволяє Делсіну виконати потужний завершальний хід, який називається «Карма-бомба».
Коли гравці не виконують сюжетні місії, вони можуть досліджувати місто і виконувати такі завдання, як позначення місць графіті або вбивство секретних агентів D.U.P. Місто розділене на райони, які спочатку контролюються D.U.P., але Делсін поступово звільняє кожен район, виконуючи завдання. Коли контроль D.U.P. над районом падає нижче 30 відсотків, Делсін може вступити в районну сутичку, яка вимагає від нього знищити хвилю сил D.U.P., викорінюючи присутність D.U.P.

## Сюжет

### Місце дії та персонажі
Дія «Другого сина» відбувається у 2018 році, через сім років після того, як головний герой Infamous 2, провідник Коул МакГрат, пожертвував собою, щоб вилікувати людство від чуми і знищити Звіра. Коул використовує потужну зброю «Інгібітор променевого поля», яка вбиває його і більшість інших провідників. Уряд США створює D.U.P. для полювання та захоплення решти провідників у світі, називаючи їх біотерористами. Головний герой — Делсін Роу (Трой Бейкер), 24-річний графіті-художник і місцевий злочинець з резервації Акоміш. Делсін володіє унікальною для провідників здатністю поглинання сили, що дозволяє йому поглинати і копіювати силу будь-якого провідника, з яким він контактує. Його брат Реджі (Тревіс Віллінгем) — місцевий шериф, який часто заарештовує Делсіна за акти вандалізму. Обидва є корінними американцями племені акоміш, територія якого лежить на березі Лососевої затоки, штат Вашингтон. Антагоніст — Брук Августін (Крістін Данфорд), директорка D.U.P. і Провідник, що має владу над Бетоном. Її дії в резервації Акоміш змушують Делсін їхати до Сіетла, яке зараз перебуває під контролем сил D.U.P. Делсін і Реджі стикаються з трьома іншими провідниками: Генрі «Хенк» Дотрі (Девід Стенбра), в'язень, який контролює Дим; Ебігейл «Фетч» Вокер (Лора Бейлі), колишня наркоманка, яка використовує свої неонові здібності для полювання на нелегальних наркодилерів у Сіетлі; та Юджин Сімс (Алекс Волш), залежний від відеоігор, який використовує свої здібності до відео (цифрової матеріалізації), щоб врятувати підозрюваних провідників від D.U.P.

### Історія
Реджі застає Делсіна за вандалізмом рекламного щита в їхньому рідному місті Салмон-Бей, але їхня подальша суперечка переривається, коли військова вантажівка з трьома в'язнями Кондуїтів потрапляє в аварію в резервації Акоміш. Двоє з Провідників тікають, але Делсіну вдається витягнути третього, Хенка, з-під уламків, ненароком поглинувши при цьому його димову силу. Шокований і наляканий, Делсін переслідує Хенка, щоб з'ясувати, що сталося і як контролювати свої нові сили, але їх обох заганяє в кут Брук Августин. Вона замуровує Хенка в бетон і допитує Делсіна, підозрюючи, що той щось приховує. Делсін має вибір: або розповісти Августин правду про свої здібності, або нічого не говорити. Незалежно від вибору Делсіна, Августина вибиває його, перш ніж перейти до інших членів племені.
Делсін прокидається через тиждень і дізнається, що Августина жорстоко катувала решту племені, безуспішно намагаючись отримати інформацію. Однак вона залишила їх поступово помирати від бетонних осколків, що вросли в їхні тіла, в тому числі їхнього лідера Бетті (Карен Остін). Реджі, якого врятували від тортур, дізнається, що єдиний спосіб витягти осколки — використати на них силу Августини. Делсін усвідомлює, що може ввібрати в себе силу Провідника, і вирішує вирушити до Сіетла, щоб забрати силу Августини і врятувати плем'я. Реджі неохоче вирушає разом з Делсіном, щоб не спускати з нього очей. Вони дістаються Сіетла і виявляють, що в місті запроваджено суворий воєнний стан, щоб знайти інших провідників-втікачів. З допомогою Реджі Делсін бореться з силами D.U.P. і відстежує фрагменти ядра, щоб розвинути свої здібності. Зрештою, він зустрічає двох інших втікачів, Фетча та Юджина, і поглинає їхні сили. Після обох протистоянь Делсін захищає провідників від Реджі, який спочатку вважає їх «виродками» і може вибрати, або врятувати, або зіпсувати їх.
Тепер, володіючи трьома здібностями, Делсін зустрічає Хенка, який знову втік. Хенк розповідає Делсіну, що Фетч і Юджин були захоплені D.U.P. і утримуються на штучному бетонному острові в затоці П'юджет-Саунд. Однак ситуація виявляється пасткою, влаштованою Августиною. З'являється Реджі, який рятує Делсіна за допомогою ракетниці. Поки брати звільняють Фетч та Юджина, Августин заливає ноги Реджі бетоном і підриває їх з платформи. Коли вони зависають над океаном, Реджі розуміє, що Делсін не може врятувати їх обох, каже йому, що пишається ним, і відпускає руку Делсіна, падаючи на смерть. Розгублений і розлючений, Делсін піднімається назад на платформу і б'ється з Августиною, в результаті чого острів знищується.
Августин тікає назад до штаб-квартири D.U.P., а Делсін вистежує Хенка до доків, де той тікає від сил D.U.P. Хенк благає пробачення, кажучи, що працював з Августиною лише тому, що вона опікувалася його донькою. Делсін може вбити Хенка з помсти або дозволити йому втекти з Сіетла разом з донькою. За допомогою Фетча та Юджина Делсін організовує штурм штаб-квартири D.U.P. Прорвавши оборону будівлі, Делсін стикається з Августиною і розповідає їй, що з'ясував, що вона інсценувала втечу Провідника в Лососевій затоці, щоб нагнати страху на населення і дати D.U.P. привід для продовження свого режиму. Августина дозволяє Делсіну поглинути її сили і каже йому, що хоче врятувати провідників, ув'язнивши і захистивши їх від населення. Однак Делсін зазначає, що все, що вона зробила, — це забрала їхню свободу, а люди повинні жити власним життям. Делсін бореться і врешті-решт перемагає Августину.
Якщо Дельсін має добру карму, він щадить Августину і викриває її злочини перед громадськістю. Її заарештовують, і D.U.P. розпадається. Делсін, Фетч та Юджин успішно виступають за мирне співіснування з Провідниками, і зцілює членів племені своїми силами, а потім малює фреску на честь Реджі.
Якщо Делсін має злу карму, він вбиває Августина і разом з Фетч та Юджином бере під контроль Сіетл. Він звільняє всіх ув'язнених Провідників і поглинає їхні сили. Після повернення до резервації Делсіна зустрічає Бетті, тепер уже в інвалідному візку, яка виганяє його з племені за вбивства в Сіетлі. Якщо Делсін має 5-й рівень карми «Infamous», сцена дещо довша, в ній зображено шокованого і розлюченого Делсіна, який знищує своєю силою всю резервацію.

## Розвиток

### Походження та PlayStation 4
Sucker Punch Productions почала розробляти Second Son ще під час проєктування PlayStation 4. Закінчивши роботу над Infamous: Festival of Blood, вони почали планувати нову частину серії Infamous під робочою назвою Infamous 3. Ще в 2010 році вони обговорювали з Sony своє бажання перенести Infamous на нову платформу PlayStation.
Sucker Punch були в тісному зв'язку з провідним системним архітектором PS4 Марком Серні, який кілька разів відвідував студію. Вони надали Серні відгуки про те, скільки потужності вимагатиме нова система PlayStation для рендерингу їхнього ідеального відкритого світу, як швидко вона буде здатна це робити і з яким ступенем деталізації текстур. «Ми отримали певний досвід, який став у нагоді команді, коли вони планували деякі аспекти апаратного дизайну», — пояснив продюсер Брайан Флемінг. Він виявив, що під час розробки PS4 спостерігався високий рівень інтерактивності між дизайнерами системи та розробниками ігор, такими як Sucker Punch.
Sucker Punch запропонували покращення, які вони хотіли б бачити для геймпада DualShock 4. Дизайнер Second Son Хайме Гріземер (Jaime Griesemer) відвідав штаб-квартиру Sony в Японії, щоб обговорити такі вдосконалення. Розробники виявили, що вони змогли адаптувати тачпад DualShock 4 до ігрового процесу Second Son (наприклад, гравці емулюють ігровий сканер відбитків пальців за допомогою тачпада DualShock 4).
За задумом, гра повинна була повністю використовувати переваги апаратного забезпечення, без необхідності портування на старіші платформи, такі як PlayStation 3. Апаратне забезпечення дозволило розробникам покращити систему частинок, яка підсвічує обличчя Делсіна, коли він черпає неонову енергію з білбордів, і додати детальні відображення в ігровий світ. Збільшена пропускна здатність пам'яті дозволила команді рендерити персонажів з більшою точністю. Вони виявили, що зі спрощеною архітектурою PS4 настільки легко працювати, що змогли досягти дуже високої графічної якості, навіть незважаючи на те, що апаратне забезпечення було новим.
Над грою працювало понад 110 розробників — кількість, яку режисер Нейт Фокс вважав невеликою. Він вважав, що робота з невеликою командою вимагає від самого початку мати чітке бачення гри, «щоб відповісти на перші питання про те, якою ви хочете бачити свою гру». Іноді під час розробки з'являлися ідеї, які доводилося відкидати, оскільки вони не відповідали початковому баченню гри. «Ми вбиваємо наших улюбленців у Sucker Punch. Це не просто, це необхідно», — пояснив Фокс. Second Son відображає рідну роздільну здатність 1080p при 30 кадрах в секунду.

### Дизайн
Sucker Punch вирішили розгортати події Second Son у своєму рідному місті Сіетлі, оскільки вони могли спиратися на свій особистий досвід у розробці відкритого світу. На ранній стадії розробки, коли члени команди обговорювали, де буде відбуватися дія Second Son, Сіетл посідав перше місце у списку можливих місць. Флемінг вважав, що місто не було представлене в багатьох іграх до Second Son і тому не буде «роздутим», і відчував, що погода Сіетла та суміш «старої та нової» архітектури зроблять його цікавим місцем дії. Команда провела польові дослідження в довколишніх лісах Сіетла за допомогою аудіо- та відеообладнання, яке використовувалося для відтворення місцевої флори та щебетання місцевих американських малинників. У грі присутні такі визначні пам'ятки Сіетла, як Піонерська площа, Спейс Нідл та автомийка «Елефант». Розробники ліцензували логотипи та вивіски місцевих підприємств. Гріземер назвав ігровий світ «абстракцією» Сіетла, а не відтворенням, оскільки його макет не відповідав геймплею Second Son і вимагав від команди внесення необхідних змін. Команда хотіла тематично дослідити в грі спадщину Тихоокеанського північного заходу, корінних американських племен.
Дизайнери використовували графічні повзунки в ігровому рушії, щоб визначити кількість води, що покриває вулиці. Як і в Сіетлі, у грі часто йдуть дощі. Світлові ефекти (наприклад, неонове світло від здібностей Делсіна) у поєднанні з віддзеркаленнями допомагають додати кольору в темну і дощову атмосферу Сіетла. Завдяки переходу на PS4, Sucker Punch змогли зробити світ більш відкритим, ніж це було можливо в попередніх іграх серії Infamous. «Ви краще відчуваєте місто, коли бачите більше його частин», — сказав Гріземер.
Після вибору Сіетла як місця дії, розробники почали думати про надздібності, якими володітиме Делсін. Вони додали неонове освітлення в місто, щоб підсилити «красиві віддзеркалюючі вулиці», а згодом вирішили зробити неон джерелом сили для Делсіна через його поширеність. Режисер анімації Біллі Гарпер вважав димову силу Делсіна складною для розробки, оскільки команда хотіла зробити її більш плавною, ніж у попередніх іграх серії Infamous. Вони прибрали «викривлені пози рук Коула», щоб покращити зв'язок між Делсіном та його силами. Фокс вважав, що дим допомагає Делсіну вправно орієнтуватися в ігровому світі, дозволяючи йому швидко підніматись вгору по будівлях та проникати крізь ворогів. Грізмер (який раніше працював з Bungie над серією Halo) хотів привнести в бій «Другого Сина» плавність шутерів від першої особи. Команда переглянула схему управління попередніх ігор Infamous і «прибрала частину складності, яка заважала людям взаємодіяти з грою».
Гріземер сказав, що повторюваною темою в іграх серії Infamous, яку вони хотіли продовжити в Second Son, була ідея «сучасних стихійних сил», варіацій на тему звичайних сил, взятих з ігрового світу. Продюсер Брайан Флемінг виявив, що графічні ефекти допомогли гравцям зрозуміти, якою силою володіє Делсін. «Це гра про надздібності, тому для нас те, як виглядають ефекти, багато говорить про те, як ви граєте в гру», — пояснив він. Фокс вважав, що схожість ігрового світу з Сіетлом допомогла елементам надздібностей відчути себе автентичними. «Оскільки у нас є ця солодка основа правдоподібності, ви купитесь на елемент надздібностей», — пояснив він.

### Розвиток персонажа
Сюжет Second Son базується на кінцівці Infamous 2, в якій головний герой Коул МакГрат жертвує собою заради порятунку людства. Вони проаналізували дані Trophy і виявили, що більшість (78 %) гравців Infamous 2 обрали цю кінцівку, і погодилися з популярним вибором. Це дозволило їм створити нового протагоніста, Делсіна, з нуля. "Переходячи [до Другого сина], ми сказали: «Гаразд, Коул мертвий. Люди проголосували за це. Давайте створимо нового героя», — пояснив Фокс. Гріземер вважав, що перенесення серії Infamous на PS4 означало нову еру, і що відхід від історії попередніх ігор допоможе їм охопити нову аудиторію. «Нам потрібна була нова точка входу, і „Делсін“ був першим кроком до цього», — пояснив він. Ідея відійти від історії Коула виникла під час передвиробничих нарад персоналу і була підтверджена після обговорень як всередині компанії, так і з Sony Computer Entertainment. Гріземер описав тогочасні настрої так: «Це буде нове обладнання, нова платформа, і у нас буде нова аудиторія».
Індіанське походження Делсіна пов'язане з місцем дії гри — Тихоокеанським північним заходом, де проживає велика кількість корінних американців. Делсін носить шапку, натхненну шапкою, яку Гарпер носив у студії (Гарпер згадував про одну з нарад, на якій четверо з шести членів команди були в шапках). Персонаж Делсіна був натхненний британським вуличним художником Бенксі, оскільки команда розробників цінувала підпільну сатиричну творчість Бенксі. Розробляючи особистість Делсіна, команда поставила гіпотетичне питання: «Що, якби Джонні Ноксвілл мав силу? Що б він з ними зробив?» Гарпер вважав Делсіна «сповненим безрозсудної відчайдушності», таким персонажем, який, отримавши надздібності, стрибнув би зі скелі, щоб подивитися, що з цього вийде. Фокс вважав Делсіна «недосконалим у тому сенсі, в якому, гадаю, багато хто з нас може себе відчути», намагаючись бути схожим на свого успішного брата Реґґі. Він назвав історію гри «подорожжю героя».
Для роботи над захопленням руху була залучена компанія Digital Domain. Фокс допомагав керувати грою акторів, але виявив, що вони не потребують особливих вказівок для виконання своїх ролей. «Ви повинні дати їм зрозуміти, що вам потрібно від сцени, але актори набагато краще підготовлені для цього, ніж я», — пояснив він. Флемінг вважав, що використання захоплення руху додало достовірності персонажам. «Можливість зафіксувати реакцію обличчя [Делсіна], коли він каже „О, чорт“, але не говорить „О, чорт“ — це дуже важливо», — пояснював він.
Більшість неігрових персонажів (NPC), які населяють відкритий світ, були захоплені рухом. Розробники зв'язалися з кастинговими агентствами і запитали їхніх друзів і родичів, чи не хотіли б вони з'явитися в масовці в грі. За три дні було відскановано понад 75 осіб. Їх посадили на стільці, попросили не рухатися і не посміхатися, а цифрова камера високої чіткості зняла 3D-модель їхніх облич. Камера випромінювала стробоскопічні світлові патерни, щоб зафіксувати об'єм і форму кожного обличчя. 360-градусна установка зафіксувала рухомі тіла акторів, але також були використані манекени, які допомогли зафіксувати різні стилі одягу. Дані, зібрані з камер, були використані дизайнерами для візуалізації цифрових моделей, кожна з яких складалася приблизно з 1,4 мільйона полігонів — будь-які порожні місця на моделях були заповнені дизайнерами в цифровому форматі. Для відображення моделей у грі дані стискалися за рахунок зменшення кількості полігонів.

## Реліз
20 лютого 2013 року Sony провела конференцію в Нью-Йорку, на якій було анонсовано PlayStation 4. Під час конференції на сцені з'явився Фокс, який розповів про участь в антиглобалістському протесті в Сіетлі в 1999 році. Він анонсував Second Son, і був показаний дебютний трейлер, який представив передумови гри та головного героя. Гра була закрито продемонстрована на виставці E3 2013, а її дата виходу 21 березня 2014 року в Північній Америці була підтверджена під час презентації PS4 14 листопада 2013 року. До 25 лютого 2014 року Second Son стала «золотою» (завершена розробка).
8 березня було оголошено, що кількість попередніх замовлень Second Son перевищила продажі The Last of Us у Великій Британії. Було випущено дві спеціальні версії гри; попередньо замовлені та перші копії гри отримали Limited Edition, яке включає набір місій Cole's Legacy, що пояснюють сюжетні події між Infamous 2 і Second Son. Колекційне видання включає унікальну обкладинку коробки, репліку шапки Делсіна, вісім штифтів з його жилета, ексклюзивний внутрішньоігровий жилет і патч на тему D.U.P. Всі попередньо замовлені копії гри включали чотири внутрішньоігрові жилети для Делсіна.

### Завантажуваний контент
Paper Trail — це безкоштовний завантажуваний контент (DLC) з ігровими можливостями альтернативної реальності. Історія розділена на шість частин, перша з яких стає доступною після досягнення певного моменту в основній історії. Кожна наступна частина ставала доступною щоп'ятниці, починаючи з 28 березня 2014 року в Північній Америці, і завершилася випуском фінальної частини 25 квітня 2014 року.
На E3 2014 була анонсована гра-спін-офф Infamous First Light, яка вийшла 26 серпня 2014 року в Північній Америці та 27 серпня 2014 року в Європі. У First Light гравець керує Фетч. Це самостійне доповнення, і для гри в нього не потрібно мати Second Son, але володіння Second Son надає гравцям доступ до ексклюзивного контенту та музики. Трек «Sanctus Immortale», написаний і спродюсований Менеліком Юелем Соломоном, також входить до ексклюзивного контент-паку. Infamous First Light отримала від критиків відгуки від змішаних до позитивних.

## Прийом
| Агрегатор  | Оцінка |
| ---------- | ------ |
| Metacritic | 80/100 |

| Видання                            | Оцінка      |
| ---------------------------------- | ----------- |
| Computer and Video Games           | 7/10        |
| Destructoid                        | 9.5/10      |
| Edge                               | 7/10        |
| Eurogamer                          | 7/10        |
| GameSpot                           | 8/10        |
| IGN                                | 8.7/10      |
| Joystiq                            | 4.5/5 зірок |
| PlayStation Official Magazine — UK | 8/10        |
| Polygon                            | 8.5/10      |

Гра отримала «загалом схвальні» відгуки, згідно з агрегатором рецензій Metacritic.
Вінс Інгеніто з IGN згадував, що він залишився «з відвислою щелепою», дивлячись на візуальні ефекти, і похвалив вражаючі світлові ефекти у «красиво і різноманітно реалізованому» відкритому світі. Том Мак Ші з GameSpot назвав візуальні ефекти «неймовірними». Олі Велш з Eurogamer похвалив художнє керівництво Сіетла та послідовну відстань промальовування і частоту кадрів. Хоча Девід Мейклем з PlayStation Official Magazine (OPM) був вражений графікою високої чіткості, він зазначив, що під час інтенсивних боїв траплялися періодичні падіння частоти кадрів. Йому сподобалося блукати Сіетлом і вирівнювати його руйнівне середовище. Тамур Хуссейн з журналу Computer and Video Games (CVG) високо оцінив графічні деталі, такі як система частинок та освітлення. Він сказав, що гра «барвиста, багата на деталі і має одні з найкращих ефектів, які ми бачили на консолях».
Мак Ші з GameSpot відзначив баланс бою між повільним темпом Infamous і шаленим екшеном Infamous 2. Кріс Картер з Destructoid вважає простоту бою силою гри і вважає, що Делсіна легко контролювати під час гри. Edge, який був вражений «хитрим» паркуром першої глави, зазначив, що гра стала цікавішою, коли Делсін набрався сил і дістався Сіетла. Вони відчули, що вороги досить розумні, щоб зробити бій складним, і що місії були «здебільшого добре продумані і щедро пропорційні». Ingenito з IGN знайшов кожен набір здібностей приємним і «достатньо сильним, щоб на ньому трималася вся гра». Він вважав, що покращення здібностей робить бій свіжим і забезпечує хорошу реіграбельність. Філіп Коллар з Polygon віддав перевагу неону, але зазначив, що баланс і різноманітність між усіма наборами роблять бій «до біса цікавим». Eurogamer's Welsh знайшов бій недосконалим, але цікавим і вважав, що покращення здібностей мало впливають на ігровий процес.
Картер з Destructoid був залучений в історію, оскільки чарівність Делсіна прийшла на зміну млявості «дерев'яного» Коула. Інженіто з IGN вважав, що хімія між Делсіном і Реджі допомогла викликати інтерес у глядачів. Він знайшов гру Троя Бейкера «[просякнуту] чарівністю та юнацькою безтурботністю, що не дає їй відчувати себе тропічною або перевантаженою», але вважав, що персонажі другого плану, такі як Фетч, були недостатньо розвинені, а розповідь занадто прямолінійною. Хоча Edge назвав персонажів клішованими, він вважав, що вони були добре написані та зіграні. Мак Ші з GameSpot знайшов Делсіна дратівливим і незрілим, а ігровий процес покращив «втомлену» історію. Eurogamer's Welsh вважав, що «несуттєві Макгаффіни» підштовхнули сюжет до поспішного фіналу, але похвалив його лаконічний обсяг. Коллар з Polygon вважав, що неяскраве дослідження спостереження та переваги безпеки над свободою зменшило вплив історії. Він був розчарований оповіддю, незважаючи на краще написання персонажів у порівнянні з попередніми частинами серії. Мейклехем з OPM був відштовхнутий зарозумілістю Делсіна і поскаржився на історію, але похвалив якість виконання захоплення руху.
Edge та Eurogamer's Welsh звинуватили систему моралі у відсутності впливу на сюжет Ingenito з IGN назвав її «жахливо застарілою», оскільки вибір зла суперечить характеру Делсіна. Він вважав систему надлишковою, оскільки сила Делсіна досягала піку, коли він суворо дотримувався доброго чи злого стилів гри, а не переходив між ними. Мак Ші з GameSpot вважав, що бінарній системі бракує «моральної сірої зони» між добром і злом. Коллар з Polygon намагався зрозуміти свій вибір, оскільки вони були полярними протилежностями на моральному компасі. Мейклхем з OPM виявив, що система «майже не впливає на ігровий процес». Денні Коуен з Joystiq вважав, що добре збалансована система має однакові стимули і недоліки, пов'язані з вибором Делсіна.
Мак Ші з GameSpot вважає, що відкритий світ Second Son побудований за застарілою формулою. Він описав Сіетл як «ігровий майданчик, на якому можна з'їхати з глузду», а не як «живий, дихаючий світ», а його мешканці існують лише як м'ясо для гравців. Хусейн з CVG сказав, що «моторошно порожні» нечисленні NPC Сіетла поводилися неживо. Він вважав, що безжиттєвість відкритого світу була його найбільшим недоброзичливцем, дихотомією на тлі чудових світів Grand Theft Auto V, Sleeping Dogs та Assassin's Creed IV: Black Flag. Eurogamer's Welsh вважав, що Second Son не стала інновацією в жанрі, оскільки занадто сильно спиралася на тропи. Коллар з Polygon вважав, що місіям і діям бракувало різноманітності, оскільки «практично всі вони завершуються метою побити більше солдатів або бандитів». Edge не бачив сенсу у повторному проходженні, оскільки мізерний контент повторювався. «Підходьте до [Second Son] як до екшену, який просто опинився в нелінійному середовищі, і це має більше сенсу», — писали вони. Картер з Destructoid вважав кількість контенту достатньою, і насолоджувався звільненням міста та збиранням осколків вибуху. Том Вотсон писав у New Statesman, що Second Son стала для нього грою року вартістю 20-40 фунтів стерлінгів і виправданням для придбання PlayStation 4 після володіння Xbox 360.

## Продажі
За дев'ять днів після запуску було продано понад мільйон копій гри, що зробило її однією з найбільш продаваних ігор для PlayStation 4, а також найшвидше продаваною частиною серії. Станом на червень 2019 року було продано близько 6 мільйонів копій гри.